# Deluc (cràter)

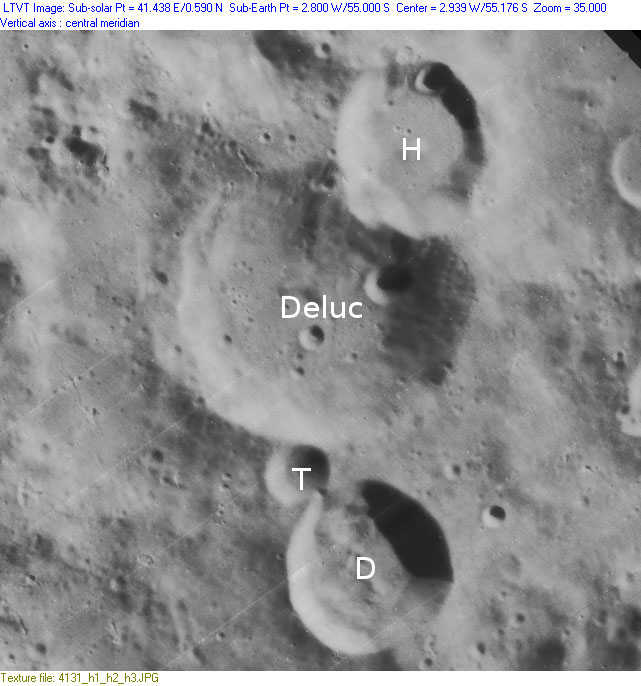
Fotografia de la missió Lunar Orbiter 4

Deluc és un cràter d'impacte que es troba a la serra sud de la Lluna, al sud-sud-est del cràter Maginus i de l'enorme cràter Clavius. A l'est de Deluc apareix l'un poc major cràter Lilius. Pertany al Període Preímbric (fa entre 4,55 i 3,85 mil milions d'anys).

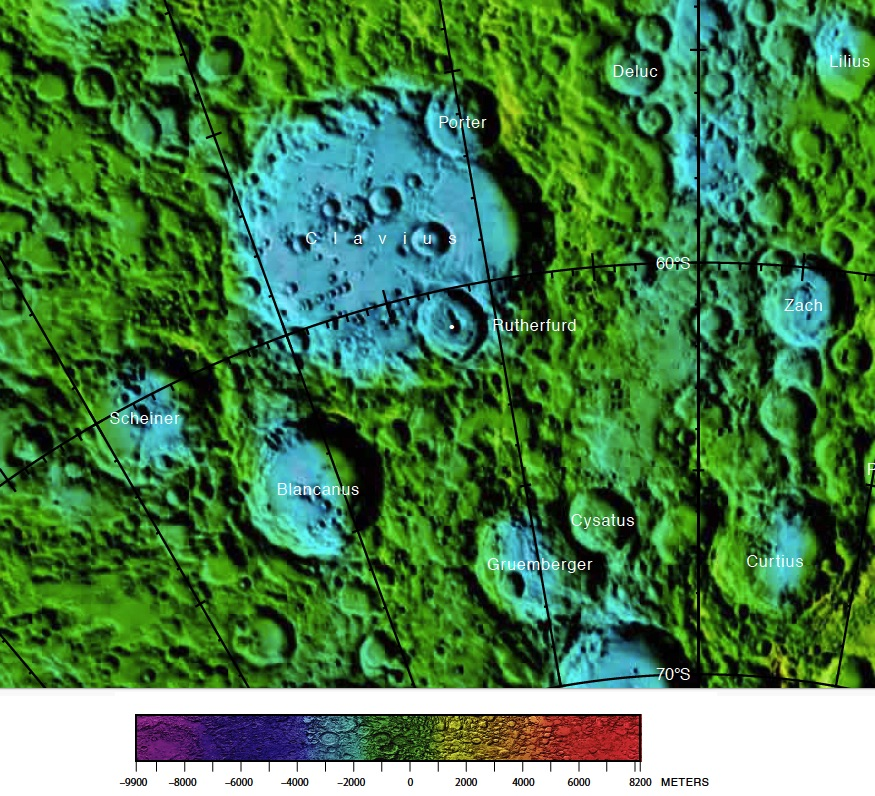
Localització de Deluc (part superior dreta de la imatge)

Es tracta d'una formació relativament desgastada, amb el cràter satèl·lit Deluc H envaint la seva vora nord-est. Una protuberància triangular de material cobreix el sòl de la vora d'aquest cràter intrús prop del punt central de l'interior. El petit cràter Deluc T està unit a la vora exterior del sud de Deluc, i es connecta amb el petit Deluc D en el sud.
La vora restant de Deluc no és massa circular, presentant una lleugera corba cap a fora en el nord-oest. L'interior està desgastat i suavitzat a causa d'una història de petits impactes, encara que la seva vora encara està ben definida. Es localitza un petit cràter en la part nord-est de l'interior, però la major part de la resta del sòl interior és anivellat i marcat únicament per petits impactes.
El cràter deu el seu nom a Jean-André Deluc, un geòleg i físic suís del segle xviii.

## Cràters satèl·lit
Per convenció aquests elements són identificats en els mapes lunars posant la lletra en el costat del punt central del cràter que està més prop de Deluc
|       | \| Deluc \| Coordenades \| Diàmetre \| \| ----- \| ---------------------------------- \| -------- \| \| A \| 54° 06′ S, 0° 24′ O / 54.1°S,0.4°O \| 56 km \| \| B \| 52° 00′ S, 0° 30′ E / 52.0°S,0.5°E \| 38 km \| \| C \| 51° 24′ S, 0° 54′ E / 51.4°S,0.9°E \| 28 km \| \| D \| 56° 24′ S, 2° 24′ O / 56.4°S,2.4°O \| 27 km \| \| E \| 60° 18′ S, 4° 18′ O / 60.3°S,4.3°O \| 12 km \| \| F \| 60° 00′ S, 3° 06′ O / 60.0°S,3.1°O \| 38 km \| \| G \| 61° 36′ S, 0° 42′ E / 61.6°S,0.7°E \| 27 km \| \| H \| 54° 12′ S, 2° 06′ O / 54.2°S,2.1°O \| 26 km \| \| J \| 53° 18′ S, 4° 06′ O / 53.3°S,4.1°O \| 33 km \| \| L \| 60° 48′ S, 6° 12′ E / 60.8°S,6.2°E \| 8 km \| \| M \| 54° 54′ S, 6° 12′ O / 54.9°S,6.2°O \| 19 km \| \| N \| 60° 36′ S, 0° 30′ E / 60.6°S,0.5°E \| 10 km \| \| O \| 62° 42′ S, 4° 24′ O / 62.7°S,4.4°O \| 7 km \| \| P \| 58° 54′ S, 4° 48′ O / 58.9°S,4.8°O \| 7 km \| \| Q \| 59° 00′ S, 3° 30′ O / 59.0°S,3.5°O \| 5 km \| \| R \| 55° 24′ S, 0° 36′ E / 55.4°S,0.6°E \| 22 km \| \| S \| 61° 54′ S, 0° 12′ E / 61.9°S,0.2°E \| 6 km \| \| T \| 55° 48′ S, 3° 06′ O / 55.8°S,3.1°O \| 10 km \| \| U \| 59° 00′ S, 2° 54′ O / 59.0°S,2.9°O \| 5 km \| \| V \| 61° 48′ S, 1° 42′ E / 61.8°S,1.7°E \| 9 km \| \| W \| 61° 36′ S, 1° 48′ O / 61.6°S,1.8°O \| 6 km \| |          |
| Deluc | Coordenades | Diàmetre |
| A     | 54° 06′ S, 0° 24′ O / 54.1°S,0.4°O | 56 km    |
| B     | 52° 00′ S, 0° 30′ E / 52.0°S,0.5°E | 38 km    |
| C     | 51° 24′ S, 0° 54′ E / 51.4°S,0.9°E | 28 km    |
| D     | 56° 24′ S, 2° 24′ O / 56.4°S,2.4°O | 27 km    |
| E     | 60° 18′ S, 4° 18′ O / 60.3°S,4.3°O | 12 km    |
| F     | 60° 00′ S, 3° 06′ O / 60.0°S,3.1°O | 38 km    |
| G     | 61° 36′ S, 0° 42′ E / 61.6°S,0.7°E | 27 km    |
| H     | 54° 12′ S, 2° 06′ O / 54.2°S,2.1°O | 26 km    |
| J     | 53° 18′ S, 4° 06′ O / 53.3°S,4.1°O | 33 km    |
| L     | 60° 48′ S, 6° 12′ E / 60.8°S,6.2°E | 8 km     |
| M     | 54° 54′ S, 6° 12′ O / 54.9°S,6.2°O | 19 km    |
| N     | 60° 36′ S, 0° 30′ E / 60.6°S,0.5°E | 10 km    |
| O     | 62° 42′ S, 4° 24′ O / 62.7°S,4.4°O | 7 km     |
| P     | 58° 54′ S, 4° 48′ O / 58.9°S,4.8°O | 7 km     |
| Q     | 59° 00′ S, 3° 30′ O / 59.0°S,3.5°O | 5 km     |
| R     | 55° 24′ S, 0° 36′ E / 55.4°S,0.6°E | 22 km    |
| S     | 61° 54′ S, 0° 12′ E / 61.9°S,0.2°E | 6 km     |
| T     | 55° 48′ S, 3° 06′ O / 55.8°S,3.1°O | 10 km    |
| U     | 59° 00′ S, 2° 54′ O / 59.0°S,2.9°O | 5 km     |
| V     | 61° 48′ S, 1° 42′ E / 61.8°S,1.7°E | 9 km     |
| W     | 61° 36′ S, 1° 48′ O / 61.6°S,1.8°O | 6 km     |

### Altres referències
- (WGPSN), IAU Working Group for Planetary System Nomenclature. «Gazetteer of Planetary Nomenclature. 1:1 Million-Scale Maps of the Moon» (en anglès).  UAI / USGS, 13-02-2013. [Consulta: 6 abril 2016].
- Andersson, L. E.; Whitaker, E. A.,. NASA Catalogue of Lunar Nomenclature (en anglès).  NASA RP-1097, 1982.
- Blue, Jennifer. «Gazetteer of Planetary Nomenclature» (en anglès).  USGS, 25-07-2007. [Consulta: 2 gener 2012].
- Bussey, B.; Spudis, P.. The Clementine Atlas of the Moon (en anglès).  Nueva York: Cambridge University Press, 2004. ISBN 0-521-81528-2.
- Cocks, Elijah E.; Cocks, Josiah C.. Who's Who on the Moon: A Biographical Dictionary of Lunar Nomenclature (en anglès).  Tudor Publishers, 1995. ISBN 0-936389-27-3.
- McDowell, Jonathan. «Lunar Nomenclature» (en anglès).   Jonathan's Space Report, 15-07-2007. [Consulta: 2 gener 2012].
- Menzel, D. H.; Minnaert, M.; Levin, B.; Dollfus, A.; Bell, B. «Report on Lunar Nomenclature by The Working Group of Commission 17 of the IAU» (en anglès). Space Science Reviews, 12, 1971, pàg. 136.
- Moore, Patrick. On the Moon (en anglès).  Sterling Publishing Co, 2001. ISBN 0-304-35469-4.
- Price, Fred W. The Moon Observer's Handbook (en anglès).  Cambridge University Press, 1988. ISBN 0521335000.
- Rükl, Antonín. Atlas of the Moon (en anglès).  Kalmbach Books, 1990. ISBN 0-913135-17-8.
- Webb, Rev. T. W.. Celestial Objects for Common Telescopes, 6ª edición revisada (en anglès).  Dover, 1962. ISBN 0-486-20917-2.
- Whitaker, Ewen A. Mapping and Naming the Moon (en anglès).  Cambridge University Press, 2003. 978-0-521-54414-6.
- Wlasuk, Peter T. Observing the Moon (en anglès).  Springer, 2000. ISBN 1-85233-193-3.